# 리셋 (컴퓨팅)
리셋(reset)은 컴퓨터나 데이터 전송 시스템에서 보류 중인 오류나 이벤트를 메모리에서 모두 지우고, 일반적으로 제어된 방식으로 시스템을 '정상 상태나 초기 상태'로 되돌리는 것이다. 일반적으로 처리 활동을 진행하는 것이 불가능하거나 바람직하지 않고 모든 '오류 복구 메커니즘'이 실패할 때 오류 상황에 대한 대응으로 수행된다. 명령 시간이 초과되고 재시도 또는 중단과 같은 오류 복구 계획도 실패하면 컴퓨터 스토리지 프로그램은 일반적으로 리셋을 수행한다.

## 같이 보기
- 충돌 (컴퓨팅)
- CRIU
- 프리징 (컴퓨팅)
- 재기동